# Alebione
Nella mitologia greca, Alebione  o Albione (in greco antico: Ἀλβίων?, Albíōn), era uno dei figli di Poseidone.

## Il mito
Alebione e suo fratello, Bergione o  Bercino, erano due giganti, come molti dei figli del loro padre Poseidone. Il loro nome nei miti lo si incontra durante la decima fatica di Eracle, quando, durante il trasporto delle mandrie sottratte a Gerione, egli entrò nella loro terra.

### La morte
I due fratelli vivevano tranquillamente in Liguria quando si ritrovarono l'immensa mandria di fronte a loro. Allora di comune accordo decisero di derubare l'eroe di qualche animale, ma Eracle, più abile di loro, prima li scoprì e poi in battaglia li uccise con l'aiuto di Zeus sotto una fitta pioggia di irte pietre.

### Pareri secondari
Secondo un'altra versione i due fratelli vivevano in quella che poi sarà la Francia meridionale. Sotto il nome di Albione autori come Bale (1548) e Raphael Holinshed (1577) menzionano anche un mitico re della Gran Bretagna e secondo altri, come Goffredo di Monmouth (1136), dallo stesso Albione figlio di Poseidone deriva il nome dell'isola.